# Porphyrio caerulescens
Porphyrio caerulescens (лат.) — вымершая птица, предположительно родственная султанкам из семейства пастушковых. Эндемик острова Реюньон. Известна лишь по немногочисленным описаниям путешественников XVII—XVIII веков, на момент 2006 года ископаемые остатки не обнаружены. Научное описание в 1848 составил Мишель-Эдмонд Сели-Лонгшан, основываясь на записях француза по фамилии Дюбуа.

## Письменные источники
Первое упоминание птицы сохранилось в записях некоего «господина Дюбуа», посетившего Реюньон в 1671—1672 годах:

Синие птицы, размером с отшельников, имеют полностью синее оперение, красные клювы и ноги, по форме напоминающие куриные; они не летают, но бегают так быстро, что собака едва ли может их догнать на бегу; они очень хороши [в пищу].
Оригинальный текст (фр.)
Oiseaux bleus, gros comme les solitaires, ont le plumage tout bleu, le bec et les pieds rouges, faits comme pieds de poule ; ils ne volent point, mais ils courent tellement vite qu'un chien peut à peine les attraper à la course, ils sont très bons.
— Sieur Dubois, 1674, pp.170—171
Лоцман и картограф Жан Фейе был отправлен Французской Ост-Индской компанией в 1704 году на Реюньон с целью исследования возможности сельскохозяйственного и морского освоения острова. В своём отчёте, озаглавленном «Миссия на остров Бурбон господина Фейе в 1704 году», он оставил своё описание:

Синие птицы обитают на равнинах, расположенных на горных вершинах, особенно на плато Плен-де-Кафр. Они размером с крупного каплуна, синего цвета. Старые птицы слишком жёсткие для еды, но молодые превосходны. Охота на них не сложная, их убивают палками или камнями
Оригинальный текст (англ.)
The Oiseaux bleuff live in the plains on top of the mountains, and especially on the Plaine des Cafres. They are the size of a large capon, blue in color. Those that are old are worth nothing to eat because they are so tough, but when they are young they are excellent. Hunting them is not difﬁcult because one kills them with sticks or with stones.
— Hume, 2017, p.132
Сохранились ещё немколько коротких записей XVIII века, в которых идёт речь о загадочной «синей птице». Губернатор острова в 1701—1709 годах Жан-Батист де Виллер упомянул, что она гнездится на земле среди трав и водных папоротников. Эбер в отчёте 1708 года Ост-Индской компании сравнил птиц с тёмно-синим оперением с курицей, назвав их съедобными. Ещё один достоверный документ о птице, датируемый примерно 1730 годом, оставил священник Отец Браун, расширив описание Лежантиля 1717 года. В рукописи он нашёл сходство синей птицы с «древесным голубем», по всей видимости имея в виду не вяхиря (как можно понять из названия птицы на французском языке), а вымершего синего голубя из рода Alectroenas. Так же, как и Фейе, он назвал местом обитания синей птицы плато Плен-де-Кафр на вершине столовой горы.
Наконец, в 1763 году анонимный английский военнослужащий (возможно, им был сотрудник Британской Ост-Индской компании, бригадный генерал Ричард Смит) описал Плен-де-Кафр, добавив, что «там также водятся некоторые любопытные птицы, которые никогда не посещают отмель, которые так мало привыкли к виду людей, что, не чувствуя опасности, подлетают так близко, что их можно сбить палками». Неизвестно, имел ли автор ввиду описываемый вид либо какую-либо другую птицу.

## Систематика
В статье «Бурбон» британской «Циклопедии Риса» под словосочетанием oiseau bleu (досл.: «синяя птица») обозначена некая крупная летучая мышь, которую на острове очищают от кожи и едят как большой деликатес. В 1848 году эта статья попалась на глаза Хью Стрикленду, который усомнился в данной интерпретации и первым из натуралистов предложил отнести вид к птичьему роду Porphyrio (султанки), ранее описанному Бриссоном. Свою позицию Стрикленд аргументировал ссылкой на исторические свидетельства предыдущего века, включая описание Дюбуа. При этом автор подчеркнул, что в 1801 году, когда Бори Сен-Венсан проводил тщательное научное исследование Реюньона, похожих на ранние сообщения птиц там не обнаружили.
В том же 1848 году бельгийский учёный Эдмон де Сели-Лонгшан откликнулся на публикацию Стрикленда и на основании одного лишь описания Дюбуа предложил новый вид, который назвал Apterornis coerulescens (видовое название от лат. caeruleus — синеватый, лазоревый). Автор также добавил в род Apterornis ещё два исчезнувших островных вида, ныне известных как Threskiornis solitarius и Aphanapteryx bonasia. Он посчитал все три вида близкородственными додо и родригесскому дронту, поскольку все они не умели летать (обладали рудиментарными крыльями и хвостом) и имели схожее строение ног.
Родовое название Apterornis (апторнис) незадолго до Сели-Лонгшана ввёл Ричард Оуэн для описания группы вымерших журавлеобразных птиц из Новой Зеландии. В 1857 году произошло сразу два переименования: французский биолог Шарль Люсьен Бонапарт выделил описываемый вид в отдельный род Cyanornis, а немец Герман Шлегель поместил его в род Porphyrio, тем самым признав схожесть птицы с султанками, в первую очередь с нелетающей и такой же крупной новозеландской такахе (бескрылой султанкой). В дальнейшем систематики выбирали преимущественно из уже ранее использованных ассоциаций. Так, Ричард Боудлер Шарп придерживался точки зрения Шлегеля, в своей работе 1894 года назвав птицу Porphyrio caerulescens. Уолтер Ротшильд в 1907 году высказался в пользу апторниса, хоть и согласился с оценкой Шлегеля о схожести вымершего вида с такахе. Японский орнитолог Масаудзи Хатисука в 1953 использовал новую комбинацию со слегка изменённым названием Cyanornis coerulescens, при этом также ссылался на схожий размер «синей птицы» и такахе.

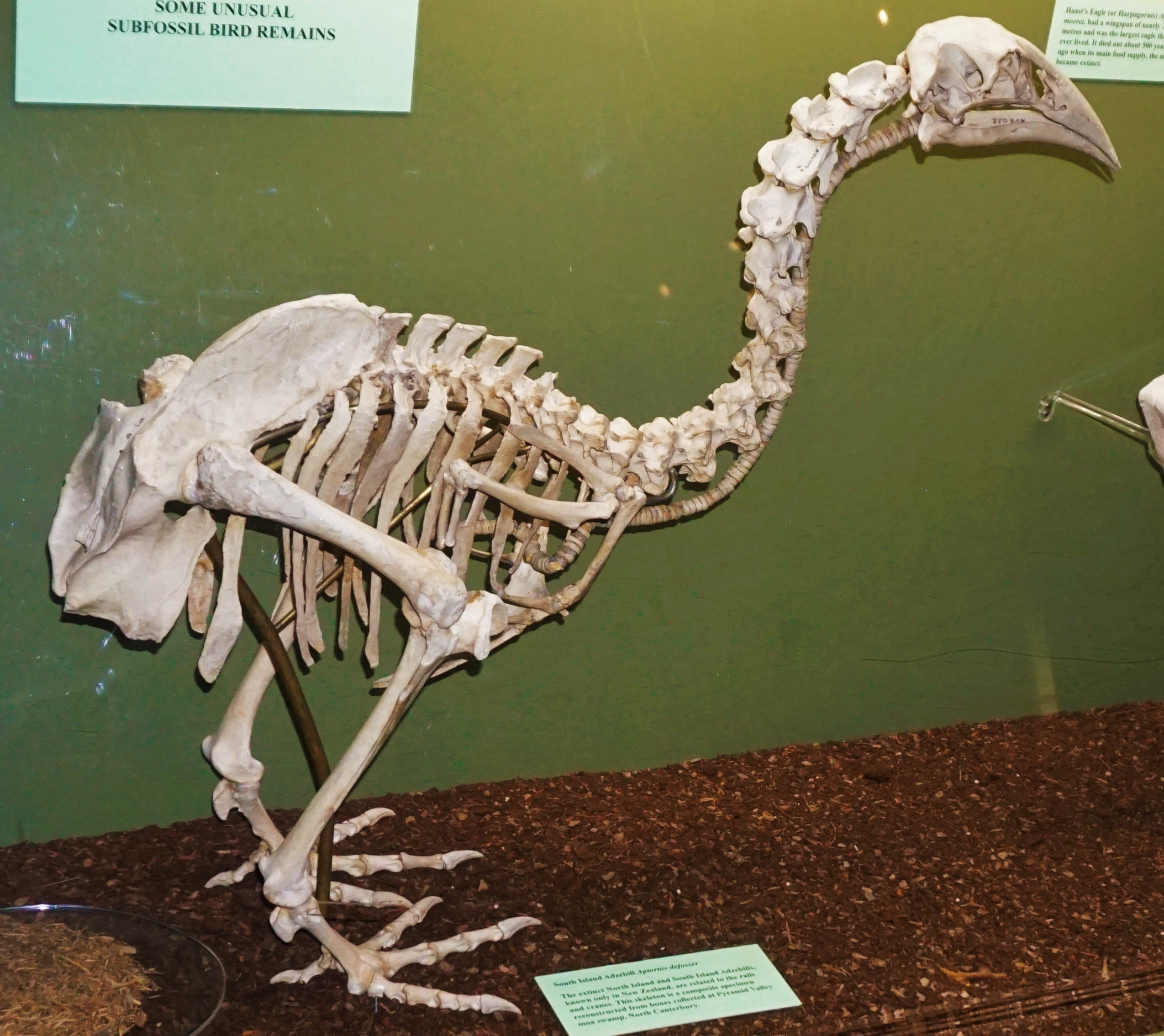
Первоначальное название рода реюньонских султанок, Apterornis, уже использовалось для обозначения апторнисов, которые, как позже предположил Уолтер Ротшильд, являлись их родственниками

В XX веке птицу, как правило, считали представителем рода Porphyrio или Notornis, причём второй в конечном итоге был признан синонимом первого. Отдельные авторы отождествляли вид с африканской (как Жак Берлиоз в 1946) или обыкновенной (как Николя Барре в 1996) султанкой, несмотря на различия в занимаемых биотопах. Французский орнитолог Филипп Милон в 1951 году усомнился в принадлежности вида к Porphyrio, поскольку в ранних письменных источниках утверждалось о превосходных вкусовых качествах реюньонской птицы, в то время ни один из сохранившихся видов этого рода не считается съедобным. Американец Джеймс Гринуэй в 1967 году заявил, что птица будет представлять собой загадку до тех пор, пока не будут найдены её остатки.

## Ископаемые остатки
В статье «Recent avian extinctions on Réunion (Mascarene Islands) from paleontological and historical sources», опубликованной в 2006 году в Бюллетене Британского клуба орнитологов, перечислены одиннадцать видов и один подвид исчезнувших за последние столетия на Реюньоне птиц. Помимо Porphyrio caerulescens, там числятся Nycticorax duboisi, Phoenicopterus ruber, Alopochen kervazoi, Anas theodori, Falco duboisi, Dryolimnas augusti, Fulica newtonii, Nesoenas mayeri duboisi, Mascarinus mascarinus, Otus grucheti и Fregilupus varius. Согласно изданию, из всех перечисленных выше таксонов ископаемые остатки одного лишь Porphyrio caerulescens так и не были обнаружены. Поиски птицы проводились начиная с 1974 года, в том числе в предполагаемом районе обитания на плато Плен-де-Кафр на высоте свыше 1500 м над уровнем моря, где отсутствуют традиционные для такого рода исследований старые кухонные кучи.

## Внешний вид

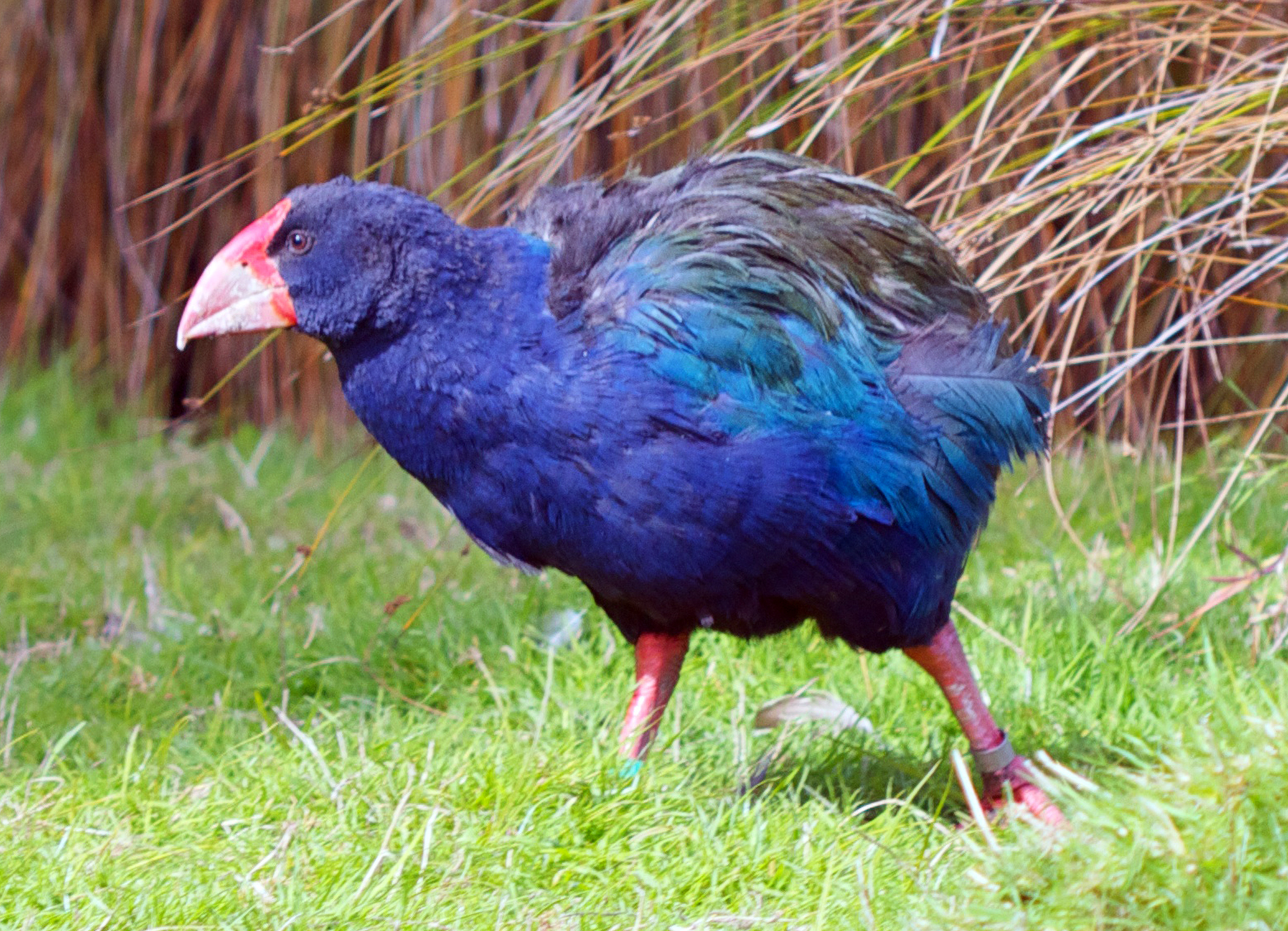
Porphyrio caerulescens, возможно, была схожа с такахе, иногда считавшуюся её близким родственником

Согласно Дюбуа — единственному очевидцу, оставившему запись о внешнем виде птицы, она имела полностью синее оперение, красный клюв и такие же красные ноги. По общему мнению, это была достаточно крупная султанка либо другой близкородственный ей пастушок с характеристиками, указывающими на ограниченную способность к полёту, такими как крупный размер и хорошо развитые ноги. Существуют разногласия по поводу длины: Дюбуа в своём отчёте сравнивал птицу с реюньонским ибисом, Жан Фейе с менее крупной курицей. Чик в 1987 году заявил, что, согласно отчёту Фейе, птица не была очень крупной, возможно, размером с обыкновенную султанку. В 2019 году Хьюм отметил, что реюньонский ибис достигал максимум 65—68 см в длину, что сопоставимо с сохранившимся священным ибисом, в то время как длина банкивской курицы, дикого предка современных домашних кур, может достигать 65—70 см — следовательно, противоречия в сообщениях нет. Хьюм пришёл к выводу, что островная султанка была примерно такого же размера, как новозеландская такахе.
Хотя птица известна только со слов путешественников, её возможная внешность была проиллюстрирована в двух книгах: «Extinct Birds» (1907) Уолтера Ротшильда и «The Dodo and Kindred Birds» (1953) Масаудзи Хатисуки. Ротшильд утверждал, что попросил голландского художника Джона Кёлеманса изобразить нечто среднее между такахе и апторнисом, поскольку считал эти два вида ближайшими родственниками «синей птицы». Иллюстрацию высоко оценил писатель и художник, автор книги «Extinct Birds» 1987 года Эррол Фуллер, хотя и признал её лишь гипотетическим изображением реальной птицы, слегка неуклюжей версией такахе.

## Образ жизни
Сведения об экологии птицы крайне скудны. Источники акцентируют внимание, что птицу было легко убить палкой или камнем, хотя она была способна быстро бегать (другие султанки при появлении опасности улетают или прячутся в высокой траве). В записи Отца Брауна утверждается, что птица могла летать, хоть и делала это неохотно. Хьюм предположил, что она могла питаться растительными кормами и беспозвоночными, как и другие султанки. Область её обитания была ограничена горами, в первую очередь плато Плен-де-Кафр на высоте около 1600—1800 м над уровнем моря — по крайней мере, в годы колонизации острова французами. Этот район представляет собой субальпийскую лесостепь с редколесьем и заболоченными водоёмами.
Дюбуа в своём сообщении подразумевал сухопутный образ жизни птицы, в то время как другие виды султанок обитают на низинных болотах. Аналогичная ситуация произошла с реюньонским ибисом, который в отличие от других близкородственных видов также приспособился к жизни в лесу. Чик и Хьюм предположили, что предки этих птиц колонизировали Реюньон до появления болот и адаптировались к имеющимся ландшафтам. Возможно, им помешало колонизировать находящийся неподалёку Маврикий присутствие там рыжих маврикийских пастушков, занимавших ту же экологическую нишу.

## Исчезновение

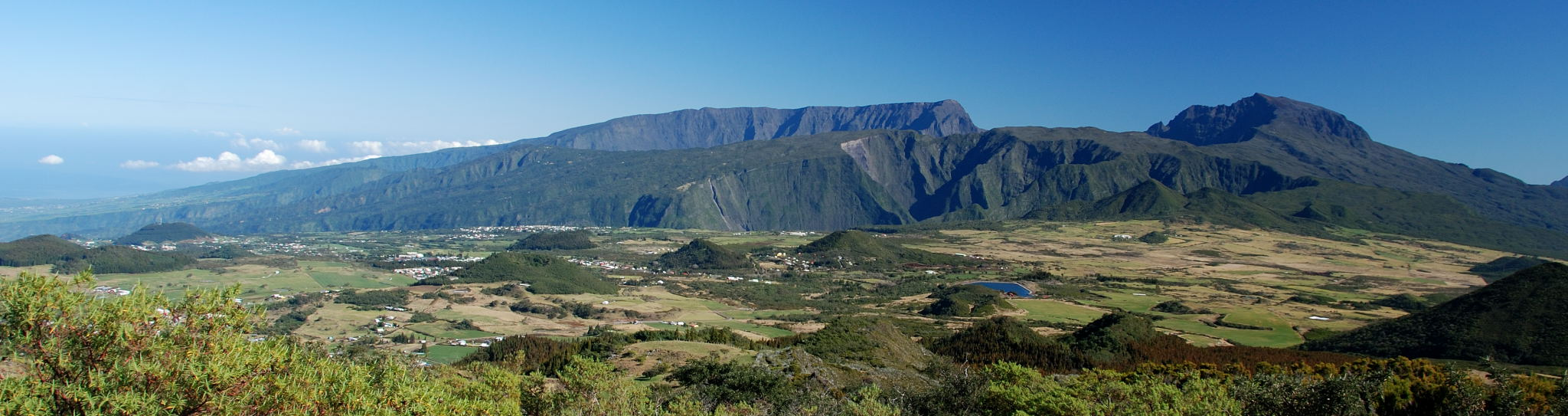
Плато Плен-де-Кафр, единственное место, где могла обитать птица

Более половины всех известных островных видов пастушковых либо не летает вовсе, либо летает крайне неохотно, низко и лишь на короткие расстояния. В результате антропогенного вмешательства птицы этого семейства вымирали чаще, чем птицы любого другого семейства. Все шесть эндемичных видов пастушков с Маскаренских островов вымерли в результате деятельности человека. Основной причиной исчезновения называют чрезмерную охоту, при этом по мнению Чика и Хьюма, завезённые на остров в конце XVII века и впоследствии одичавшие кошки также могли способствовать сокращению численности. Как поясняют авторы, кошки по-прежнему представляют серьёзную угрозу для местных видов, в частности для гнездящегося здесь тайфунника Баро. Яйца и птенцы могли пострадать от крыс, которые переселились на остров из трюмов кораблей, начиная с 1676 года. Во времена правления Жана-Батиста де Лозье в середине XVIII века плато Плен-де-Кафр активно использовалось в качестве пастбища для выпаса скота, что также способствовало вымиранию птицы.